# Ахила Александријски
Патријарх Ахила био је осамнаести патријарх и поглавар (папа) Александријске патријаршије. Рукоположен је у презвитера од стране патријарха Теоне заједно са Пиеријем, и именован је за главног у катехистичкој школи у Александрији након одласка Пиерија, који је или отишао у Рим или преминуо мученичком смрћу Александрији. Био је веома цењен његов рад везан за грчку филозофију и теолошке науке, јер га је патријарх Атанасије Александријски касније описао као „Атила Велики“.
Дошао је на трон Светог Марка након мучеништва свог претходника, патријарха Петара током Диоклецијанових прогона. Он је наследио невоље које је црква доживљавала у том тренутку, укључујући и Мелетиасов јерес. Његов празник се обележава 19. ба'унаха.